# P̌
Cette page contient des caractères spéciaux ou non latins. S’ils s’affichent mal (▯, ?, etc.), consultez la page d’aide Unicode.
Ne doit pas être confondu avec Р̌ (la lettre cyrillique er caron).
P̌ (minuscule : p̌), appelée P caron ou P hatchek, est une lettre additionnelle latine utilisée dans l’écriture du laze. Il s’agit de la lettre P diacritée d'un caron.

## Utilisation
p̌ est parfois utilisé pour la fricative bilabiale sans voix dans les langues construites, en remplacement du digraphe "ph" lorsque f n'est pas disponible, car il est déjà utilisé ou le créateur ne souhaite pas utiliser la lettre f.

## Représentations informatiques
Le P caron peut être représenté avec les caractères Unicode suivants (latin de base, diacritiques) :
| lettres   | représentations | chaînes de caractères | points de code | descriptions                                |
| --------- | --------------- | --------------------- | -------------- | ------------------------------------------- |
| majuscule | P̌               | P◌̌                    | U+0050 U+030C  | lettre majuscule latine p diacritique caron |
| minuscule | p̌               | p◌̌                    | U+0070 U+030C  | lettre minuscule latine p diacritique caron |